# 程之藩
程之藩（？—1644年），字鎮野，徽州府歙縣人，明朝、南明軍事人物。

## 生平
程之藩懂得騎射，力量過人，年輕時跟隨父親到四川經商，至雅州宣慰司董僕家中。奢崇明造反，他向董僕說明大義以發兵，朱燮元留在幕中；到奢崇明戰敗後，黨羽宋榮最為勇猛。某天程之藩探知宋榮有夜宴，於是率領死士在席上割斷他的頭顱，其餘賊人銀此接受招撫。之後程之藩獲授遵義都司，轉官遊擊，鎮守承天，支援黃德有功，調任總練。崇禎十二年（1639年），方孔炤派程之藩守荊門，以千人用奇招擊退張獻忠數十萬士兵，陞香山參將。林鳴球誣陷他有罪，被罷居在承天，有五百名曾跟著他士兵奉他為將軍。弘光帝即位，湖廣遭李自成佔據，程之藩率兵從漢川南下，但李自成大量兵馬來到，他的士兵又缺糧食，大戰後和五百人一同戰死。

## 引用
1. 1 2  錢海岳《南明史·卷三十六·列傳第十二》：程之藩，字鎮野，歙縣人。工騎射，力絕人。少隨父賈四川，至雅州宣慰司董僕家。奢崇明反，之藩告僕大義發兵，朱燮元留幕中。崇明敗，其黨宋榮最悍。一日諜知夜宴，率死士席上斬榮首，餘賊遂受撫。授遵義都司，遷遊擊，守承天，援黃德有功，調總練。
2. ↑  錢海岳《南明史·卷三十六·列傳第十二》：崇禎十二年，方孔炤使守荊門，以千人出奇走張獻忠兵數十萬，陞香山參將。林鳴球誣奏其罪，罷居承天，五百人故所練，乃奉為帥。安宗立，楚為李自成所據，之藩率兵漢川而南。會自成兵大至，兵少食匱，大戰，與五百人俱歿。